# 1936 في المكسيك
فيما يلي قوائم الأحداث التي وقعت خلال عام 1936 في المكسيك.

## أفلام
من الأفلام التي صدرت هذه السنة في المكسيك:
- 1 يناير – فلنذهب مع بانشو فيا من إخراج فرناندو دي فوينتيس.

## مواليد

### يناير
- 1 يناير – أنطونيو بينيا دياز عالم كيمياء حيوية مكسيكي.
- 1 يناير – أوسكار هاجرمان[1]
- 1 يناير – تيريزا سيرانو فنانة تشكيلية مكسيكية.
- 1 يناير – ماريا غارسيا مصورة مكسيكية.

### فبراير
- 23 فبراير – مانويل بارتليت سياسي مكسيكي.

### مارس
- 8 مارس – ماريو هرنانديز
- 12 مارس – ألفريدو لوبيز أوستين[2]
- 26 مارس – لوز ماريا أغيلار ممثلة مكسيكية.

### أبريل
- 13 أبريل – دكتور فاغنر مصارع محترف مكسيكي.
- 15 أبريل – خوسيه بيسيرا ملاكم مكسيكي.[3]
- 28 أبريل – أنطونيو بالافوكس لاعب كرة مضرب مكسيكي.

### مايو
- 21 مايو – خوسيه كارلوس بيسيرا شاعر مكسيكي.
- 22 مايو – أنطونيو ماركيز راميريز لاعب كرة قدم.
- 28 مايو – جيرمان أوم ملاكم مكسيكي.

### يونيو
- 19 يونيو – إيفان غارسيا سوليس سياسي مكسيكي.
- 24 يونيو – خوان خوسيه دياز إينفانت نونيز

### أغسطس
- 18 أغسطس – كريسبين كاسترو مونروي سياسي مكسيكي.

### سبتمبر
- 2 سبتمبر – خوسيه كارديناس ماركيز سياسي مكسيكي.

### أكتوبر
- 8 أكتوبر – روخيليو غيرا ممثل مكسيكي.
- 25 أكتوبر – خواكين بيريز فارس مكسيكي.
- 27 أكتوبر – إنريكي كاناليس فنان مكسيكي.

### نوفمبر
- 17 نوفمبر – أرماندو أورتيغا فنان مكسيكي.
- 17 نوفمبر – خوسيه كارلوس رويز[4]
- 26 نوفمبر – إيفيتا مونوز ممثلة مكسيكية.

## وفيات

### يناير
- 1 يناير – إغناثيو ألكوسر (مواليد 1870) سياسي مكسيكي.